# رامون غارسيا (لاعب كرة قاعدة فنزويلي)
رامون غارسيا (بالإسبانية: Ramón García)‏ هو لاعب كرة قاعدة فنزويلي، ولد في 9 ديسمبر 1969 في غوانير ‏ في فنزويلا.

## وصلات خارجية
- رامون غارسيا على موقعبيزبول رفرنس.كوم (الدوري الرئيسي) (الإنجليزية)
- رامون غارسيا على موقعبيزبول رفرنس.كوم (الدوري الثانوي) (الإنجليزية)